# Ustjuschna
Ustjuschna (russisch Устюжна) ist eine Stadt in Nordwestrussland. Sie liegt in der Oblast Wologda und hat 9501 Einwohner (Stand 14. Oktober 2010).

## Geographie
Die Stadt liegt etwa 230 km westlich der Oblasthauptstadt Wologda an der in den Rybinsker Stausee der Wolga mündenden Mologa.
Ustjuschna ist Verwaltungszentrum des gleichnamigen Rajons.

## Geschichte
Der Ort wurde erstmals 1252 in der Uglitscher Chronik als Ustjug-Schelesny erwähnt und erhielt 1738 Stadtrecht. Der Zusatz -Schelesny (in verschiedenen Formen, von russisch scheleso für Eisen, bezogen auf die Raseneisensteinvorkommen in der Umgebung) wurde seit dem 19. Jahrhundert weggelassen.

### Bevölkerungsentwicklung
| Jahr | Einwohner |
| ---- | --------- |
| 1897 | 5.111     |
| 1939 | 7.189     |
| 1959 | 8.779     |
| 1970 | 8.851     |
| 1979 | 9.170     |
| 1989 | 10.035    |
| 2002 | 10.507    |
| 2010 | 9.501     |

Anmerkung: Volkszählungsdaten